# 아르트로플레우라
아르트로플레우라(Arthropleura)는 석탄기 초에서 페름기 초까지 오늘날의 북아메리카 동북부와 스코틀랜드에 서식한 거대한 노래기이다. 몸길이가 0.3 m ~ 2.63 m에 달했으며, 이는 유사 이래 발견된 무척추동물 중 최대 크기이다. 초식성일 것으로 여겨진다.

## 형태적 특징

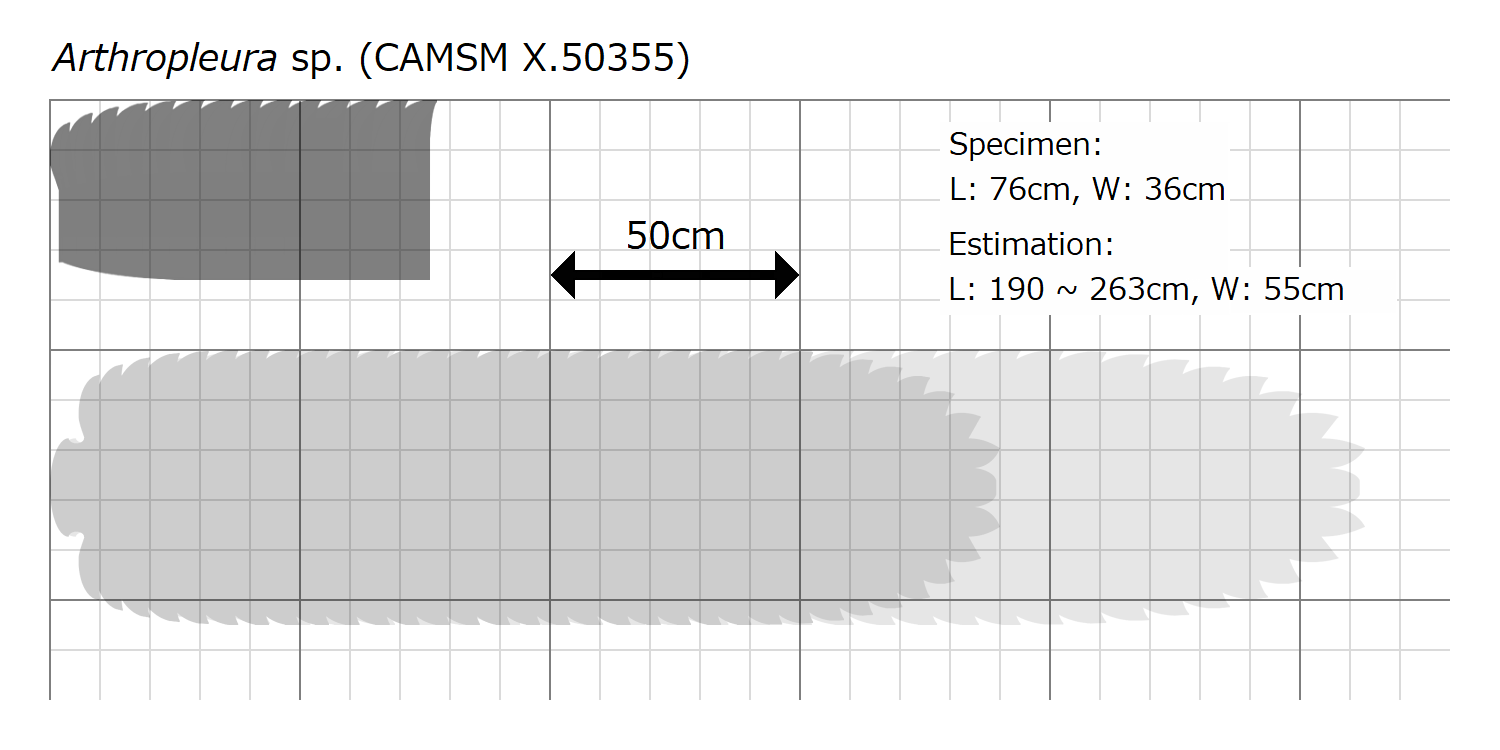
가장 큰 화석표본의 크기 추정도

아르마타 종(A. armata)의 경우 2.5m 길이까지 자랐다. 노바 스코티아의 조긴스에서는 아르트로플레우라가 지나간 흔적이 인상화석으로 발견되었는데 폭이 50cm에 달한다. 2021년에 발견한 화석에서는 아르트로플레우라의 허물로 추측되는 외골격의 경우, 가로폭이 55cm, 몸길이가 1.9~2.63m에 달하고 전체 무게는 50kg이었을 것으로 추산했다. 아르트로플레우라는 이제껏 알려진 절지동물 가운데에서 가장 커다란 절지동물 중에 하나이며 광익류에 속하는 자이켈로프테루스 레나니아에(Jaekelopterus rhenaniae)와 크기가 엇비슷하다.(자이켈로프테루스는 몸길이가 2.33~2.59m에 달하는 것으로 추정된다. 아르트로플레우라는 캄브리아기 초기에 지구 대기 중 높은 산소와 아르트로플레우라보다 더 큰 포식자의 개체수 부족 등 현생 절지동물보다 더 크게 자랄 수 있었다. 그러나나, 아르트로플레우라 종의 거대한 크기를 가진 화석 표본은 세르푸호프절(Serpukhovian Stage) 즈음에 나타났는데, 이 시기는 전체 대기 중 산소농도량이 약 23%인 현대 지구보다 약간 높았던 때이며 높은 산소농도는 아르트로플레우라가 거대화한 주요 원인이 될 수 없다고 보는 중이다.

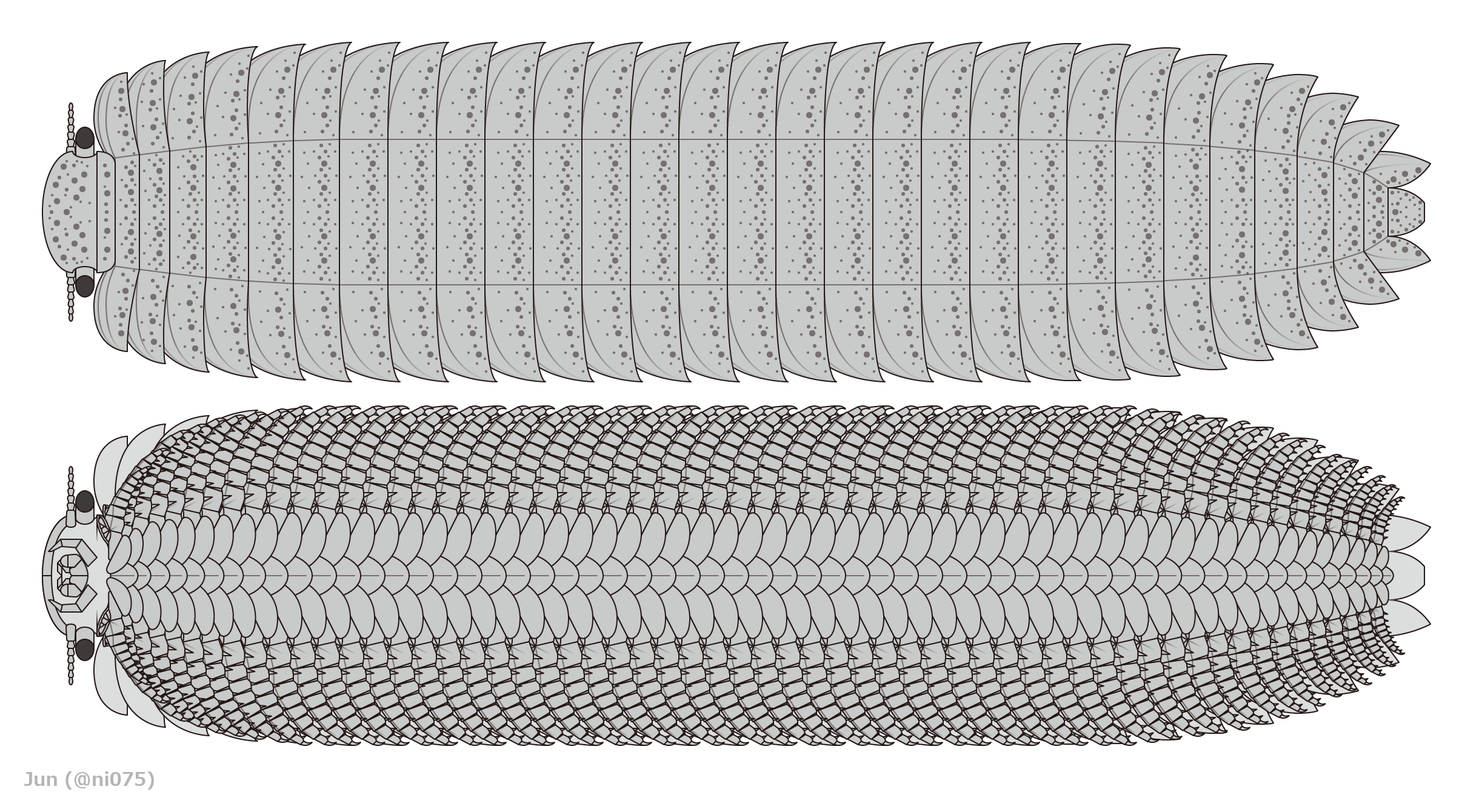
A. armata의 복원도
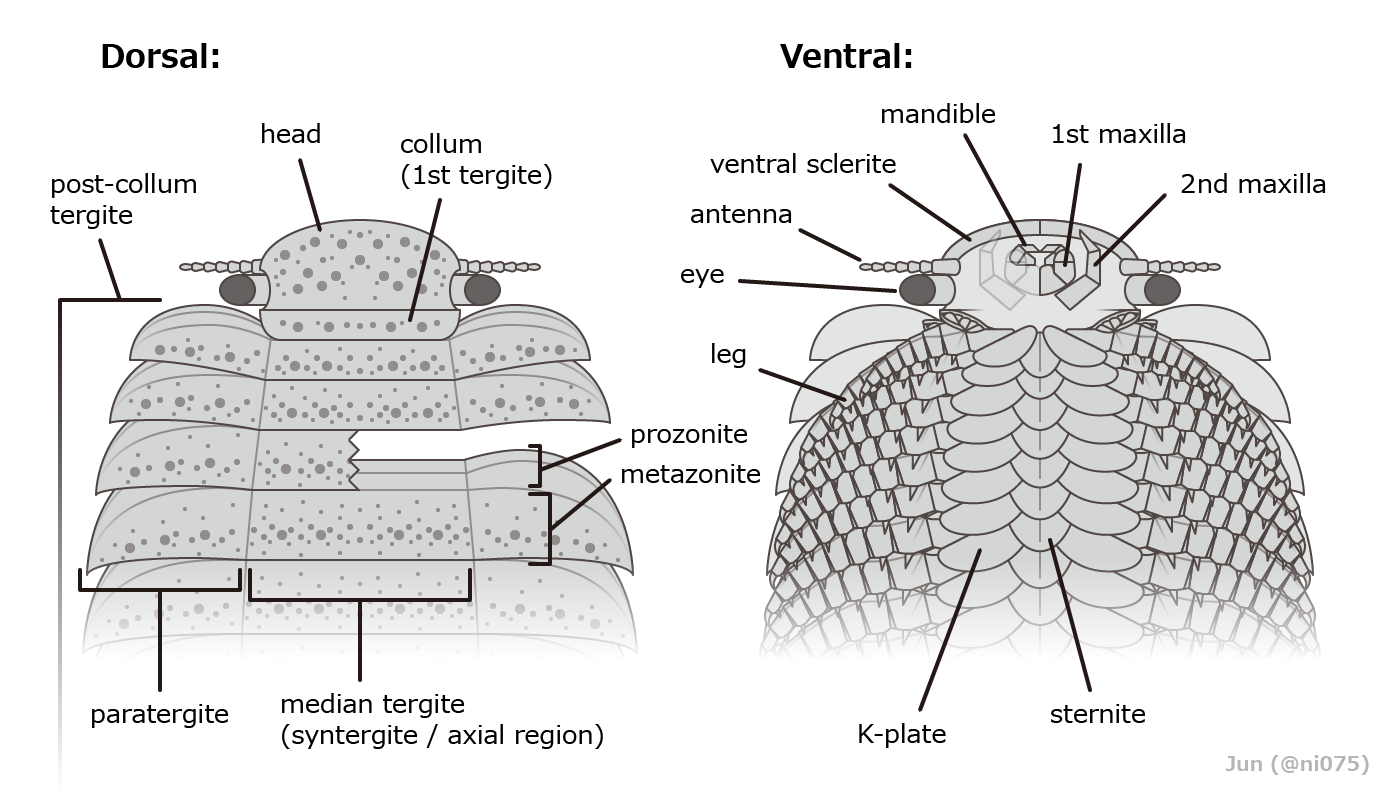
A. armata의 전방 형태
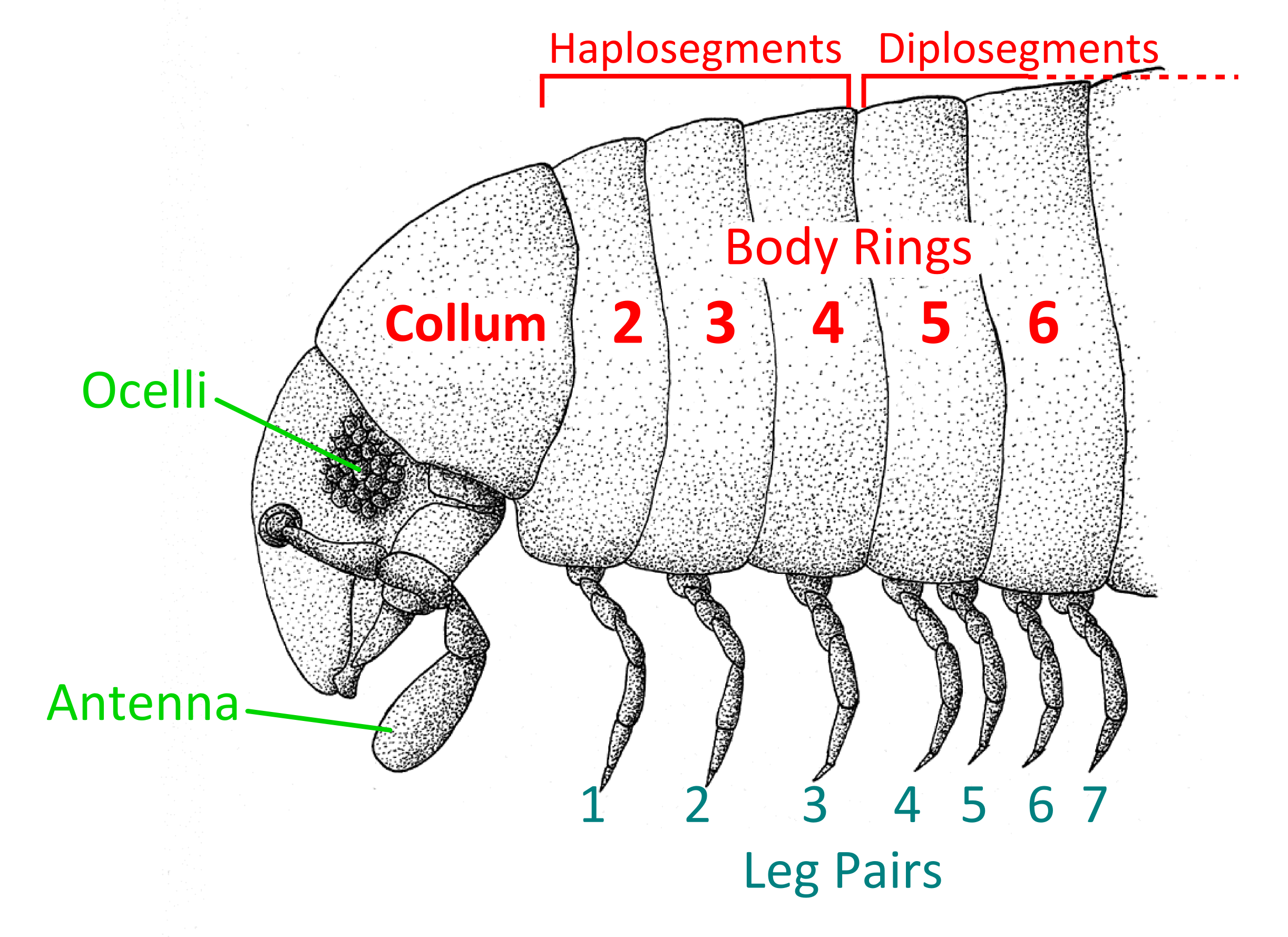
현생 노래기의 비교용 해부구조
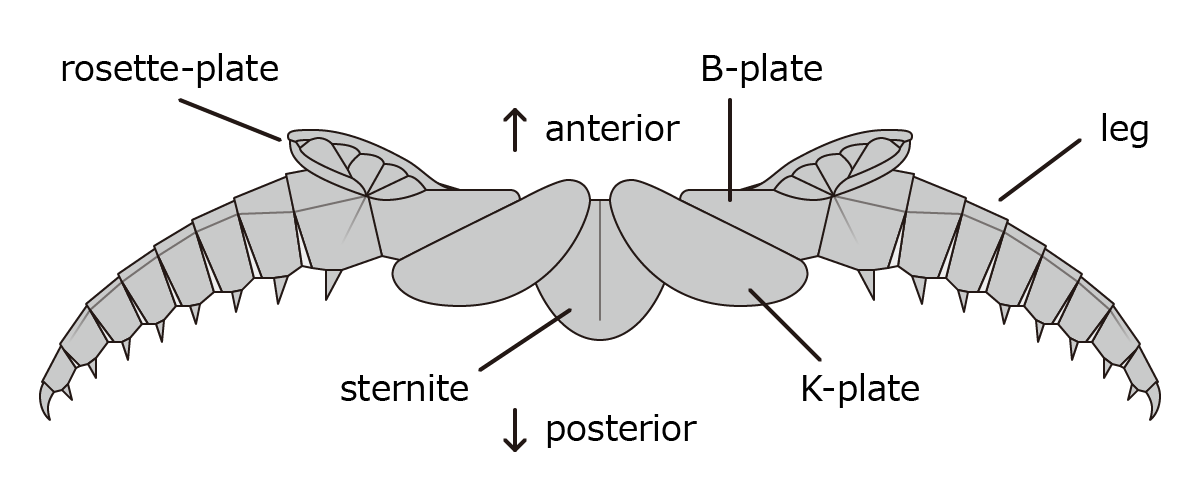
아르트로플레우라의 다리와 관련 구조물

아르트로플레우라는 삼엽충 등에서 찾아 볼 수 있는 3개의 엽을 가진 일련의 잘 발달한 배판(tergite)이 있는 것이 특징이다. 이 배판은 표면이 수 많은 결절이나 혹으로 덮여 있다. 머리는 거의 알려지지 않았는데, 이전에 머리 방패로 여겨졌던 삼엽배판 제1마디 앞에 있는 타원형 판이 후속 연구에서 경부(노래기 몸통의 제1배판)인 것으로 추정되기 때문이다. 다른 아르트로플레우라과의 미크로디켐플렉스에서 발견된 바에 따르면, 머리에는 실 모양이 아닌 형태의 더듬이와 트럼펫 비슷한 기관이 있었을 것이다. 아르트로플레우라는 삼엽배판의 수가 28개에서 32개 정도일 것으로 추정된다. 다리와 배판 사이의 정렬이 잘 알려지지 않았으나, 적어도 어느 정도는 현생의 노래기처럼 배판 하나에 다리가 두 쌍 씩이었을 것으로 추정된다. 중앙의 복판을 따라 각 다리 쌍 주변으로 배판(K-판, B-판, 로제트판)이 위치해 있고, B-, K-판은 기문으로 여겨진다. 몸체는 사다리꼴의 꼬리마디로 끝이 난다.